# Selenops baweka
Espèce
Selenops baweka est une espèce d'araignées aranéomorphes de la famille des Selenopidae.

## Distribution
Cette espèce est endémique des Îles Turques-et-Caïques. Elle se rencontre dans les îles Caïcos sur Middle Caicos, North Caicos et Providenciales.

## Description
Le mâle holotype mesure 7,65 mm et la femelle paratype 8,80 mm.

## Étymologie
Son nom d'espèce lui a été donné en référence au lieu de sa découverte, Baweka, les îles Caïcos pour leurs habitants.

## Publication originale
- Crews, 2011 : A revision of the spider genus Selenops Latreille, 1819 (Arachnida, Araneae, Selenopidae) in North America, Central America and the Caribbean. ZooKeys, no 105, p. 1-182 (texte intégral).